# تیرولین

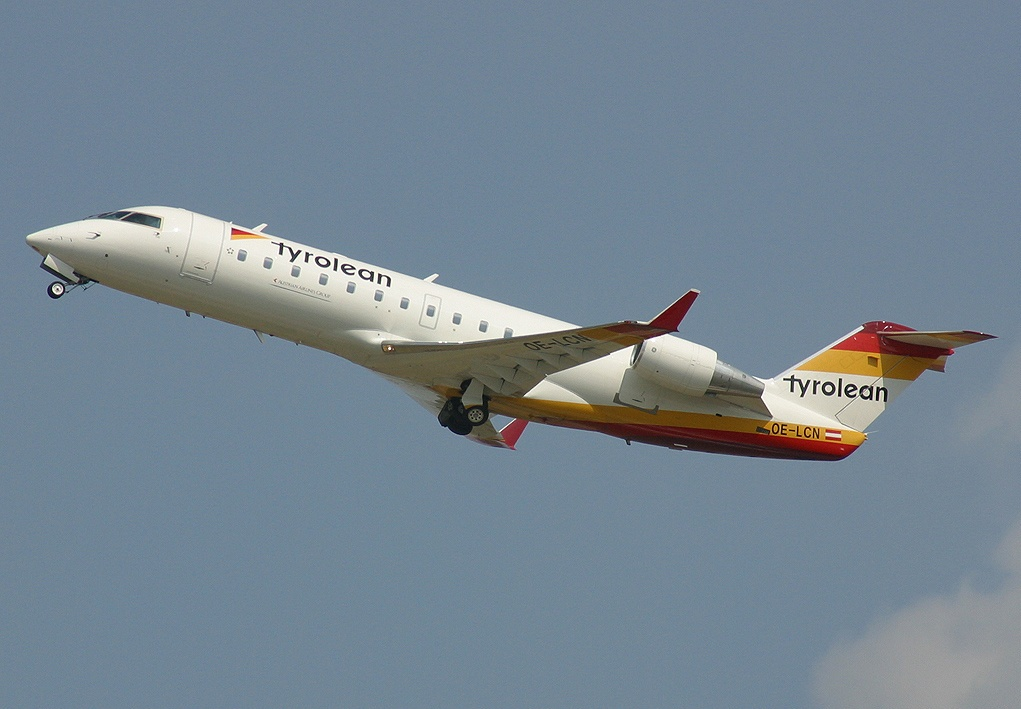
هواپیمای بمباردیه سی‌آرجی ۲۰۰ متعلق به تیرولین

تیرولین (به انگلیسی: Tyrolean) شرکت هواپیمایی اتریشی است، که در سال ۱۹۷۸ توسط جرنات لانگس-سواروفسکی و کریستین شومبرگر-سواروفسکی تأسیس گردید و در سال ۱۹۹۸ توسط آستریا ایر خریداری شد. این شرکت در حال حاضر روزانه به ۷۸ مقصد در اروپا پروازهای مستقیم دارد.
دفتر مرکزی شرکت تیرولین در شهر اینسبروک، اتریش قرار دارد و فرودگاه بین‌المللی وین، فرودگاه اینسبروک، فرودگاه گراتس، فرودگاه زالتسبورگ و فرودگاه بین‌المللی فرانکفورت، قطب‌های این شرکت هواپیمایی به‌شمار می‌آیند. این شرکت در حال حاضر در ناوگان هوایی خود، دارای ۳۸ فروند هواپیمای جت مسافربری می‌باشد. شرکت تیرولین هم‌اکنون از شرکت‌های تابعه خطوط هوایی لوفت‌هانزا محسوب می‌شود.